# Alexandru Ișfan
Alexandru Ișfan, né le 31 janvier 2000 à Mioveni en Roumanie, est un footballeur roumain qui joue au poste d'ailier droit au FC Petrolul Ploiești en prêt de l'Universitatea Craiova.

## Biographie

### En club
Né à Mioveni en Roumanie, Alexandru Ișfan est notamment formé par le club local du CS Mioveni. C'est avec ce club qu'il commence sa carrière professionnelle, jouant son premier match le 15 mars 2019, lors d'une rencontre de championnat face à l'AFC Chindia Târgoviște. Il est titularisé et son équipe s'incline par quatre buts à un.
Lors de l'été 2021, Alexandru Ișfan rejoint le FC Argeș Pitești. Le transfert est annoncé dès le 20 avril 2021 et le joueur signe un contrat de trois ans. C'est avec ce club qu'il découvre la Liga I, l'élite du football roumain, jouant son premier match dans cette compétition lors de sa première apparition sous ses nouvelles couleurs, le 17 juillet 2021, lors de la première journée de la saison 2021-2022 contre l'Universitatea Craiova. Il est titularisé et son équipe est battue sur le score de un but à zéro. Il inscrit son premier but pour le club le 11 septembre 2021, lors d'une rencontre de championnat face au FC Universitatea 1948. Titularisé, il donne la victoire aux siens en inscrivant le seul but de la partie.
Le 4 janvier 2023, Alexandru Ișfan s'engage en faveur de l'Universitatea Craiova. Il signe un contrat courant jusqu'en juin 2026.

### En sélection
Alexandru Ișfan joue son premier match avec l'équipe de Roumanie espoirs le 7 octobre 2021 contre la Suède. Il entre en jeu à la place de Damian Isac (en) et son équipe s'impose par un but à zéro.